# قائمة أكثر ألعاب بلاي ستيشن 3 مبيعا

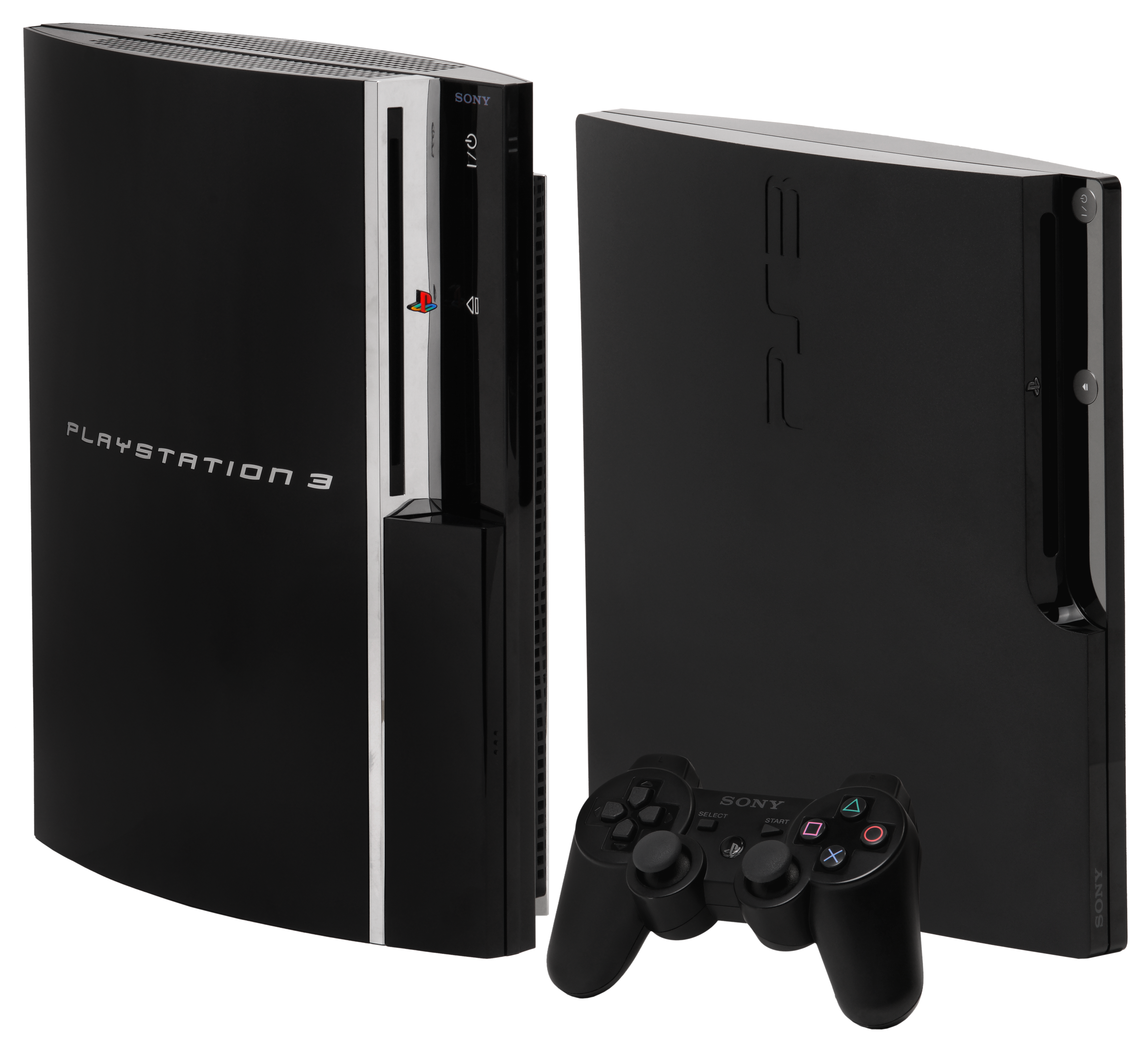
بلاي ستيشن 3

قائمة أكثر ألعاب بلاي ستيشن 3 مبيعًا التي قد باعت أو صدرت على الأقل مليون نسخة.

## قائمة الألعاب
| العنوان                                    | النسخ المباعة |
| ------------------------------------------ | --- |
| سرقة السيارات الكبرى 5                     | 21.3 مليون |
| غران تورزمو 5                              | 11.94 مليون |
| ذا لاست أوف أس                             | 7 ملايين |
| المجهول 3: خداع دريك                       | 6.6 ملايين |
| المجهول 2: بين اللصوص                      | 6.5 ملايين |
| المعدات المعدنية الثقيلة 4: أسلحة الوطنيين | 6 ملايين |
| غران تورزمو 5 برولوغ                       | 5.35 ملايين |
| إله الحرب 3                                | 5.2 ملايين؛ 2,818,033 في أمريكا الشمالية واللاتينية، 1,961,733 في مناطق بال، 417,866 في اليابان ومناطق سوني الآسيوية                       |
| غران تورزمو 6                              | 5.06 مليون |
| نداء الواجب: الحرب الحديثة 2               | 4.8 ملايين تقريبًا: 3.531 ملايين في الولايات المتحدة، 244,578 and 25,268 الأفضل في اليابان، على الأقل مليون في المملكة المتحدة              |
| موتر ستورم                                 | 3.31 ملايين |
| نداء الواجب: العمليات السوداء              | 3.269 ملايين تقريبًا: 3.094 ملايين في الولايات المتحدة، 175,813 في اليابان                                                                  |
| هيفي رين                                   | 3.03 ملايين |
| ليتل بيغ بلانت                             | 3 ملايين |
| فاينل فانتازي 13                           | 2.97 ملايين تقريبًا: 1.904 مليون في اليابان، 140,000 في دول آسيوية أخرى، 828,200 في الولايات المتحدة، 100,000 في المملكة المتحدة            |
| سرقة السيارات الكبرى 4                     | 2.73 ملايين تقريبًا: 1.89 مليون في الولايات المتحدة، 211,240 و37,306 الأفضل في اليابان، 600,000 في المملكة المتحدة                          |
| المجهول: ثروة دريك                         | 2.6 ملايين |
| المقاومة: سقوط البشر                       | 2.5 ملايين |
| تجميعة إله الحرب                           | 2.42 ملايين: 1,748,663 في أمريكا الشمالية واللاتينية، 514,253 في مناطق بال، 155,600 في اليابان ومناطق سوني الآسيوية                        |
| ديفل ماي كراي 4                            | مليونان |
| كيل زون 2                                  | مليونان |
| إنفيموس                                    | مليونان تقريبًا |
| نداء الواجب 4: الحرب الحديثة               | 1.977 مليون تقريبًا: 1.106 مليون في الولايات المتحدة، 122,019 العادي و149,028 الأفضل في اليابان، 600,000 في المملكة المتحدة                 |
| نداء الواجب: العالم في حرب                 | 1.83 مليون تقريبًا: 1.238 مليون في الولايات المتحدة، 600,000 في المملكة المتحدة                                                             |
| أرواح الشياطين                             | 1.7 مليون |
| الشر المقيم 5                              | 1.62 مليون تقريبًا: 585,000 في الولايات المتحدة، 520,564 و258,961 من النسخة الذهبية في اليابان، 200,000 في المملكة المتحدة، 62,040 في فرنسا |
| السيف السماوي                              | 1.5 مليون |
| ماين كرافت: نسخة البلاي ستيشن 3            | 1.5 مليون |
| ريد ديد ريدمبشن                            | 1.35 مليون تقريبًا: 947,400 في الولايات المتحدة، 300,000 في المملكة المتحدة، 109,340 في اليابان                                             |
| راتشت أند كلانك: تولز أوف ديستركشن         | 1.25 مليون |
| ني نو كوني: راث أوف ذا وايت ويتش           | 1.1 مليون |
| موتر ستورم: باسفك رفت                      | مليون |

جميع ألعاب بلاي ستيشن 3 قد باعت حتى 31 مارس 2012: 595 مليون.